# Shenyang J-15
Shenyang J-15 (čínsky 歼-15, Ťien-15; anglicky Shenyang J-15; známý také jako Létající žralok (čínsky 飞鲨, Fej-ša), v kódu NATO Flanker-X2) je čínský palubní stíhací letoun, vyvinutý společností Shenyang (Shenyang Aircraft Industry Group - Skupina leteckého průmyslu Šen-jang). Stroj je konstrukčně velmi podobný ruskému Suchoji Su-33.

## Vývoj
Podle vyjádření ruské delegace, která navštívila leteckou přehlídku v Ču-chaj v roce 2006, projevila Čína zájem o ruské palubní stíhačky Suchoj Su-33. Čína původně žádala pouze dvě letadla tohoto typu, což ovšem vzbudilo podezření, že nejde o nic jiného než o snahu, zkopírovat ruskou technologii. Nedůvěru Ruska umocňovala nedávná negativní zkušenost týkající se letadel Su-27SK, které Čína nejdříve vyráběla na základě licenční smlouvy s Ruskem. V roce 2000 produkci pod touto licencí předčasně ukončila a začala vyrábět vlastní letadla J-11, která konstrukčně vycházela z Su-27SK. Čína se tak vyhnula placení licenčních poplatků, což Rusko vnímalo jako porušení obchodní dohody. Proto byla ruská strana opatrná, i když Čína navýšila požadovaný počet stíhaček Su-33 na 14 kusů, které měly být dodány ve dvou várkách po 7 letadel. Rusko mělo navíc obavy, že pokud Čína převezme pouze prvních sedm stíhaček, výroba bude nerentabilní. Su-33 se v té době již nevyráběly a obnovení produkce by bylo značně nákladné. Nepomohly ani prohlášení Číny, že pro své letadlové lodě bude potřebovat až 50 letadel a jednání skončila neúspěchem.
Je sporné, co Čína těmito jednáními s Ruskem sledovala. Protože několik zdrojů[které?] uvádí neověřenou informaci, že Číně se již v roce 2001 podařilo od Ukrajiny tajně koupit prototyp jednoho Su-33. Z letadla s označením T-10K-3 se pravděpodobně již několik let snažila reverzním inženýrstvím vyvinout svou vlastní palubní stíhačku. Tyto domněnky potvrzuje velká podobnost J-15 s Su-33. Hypotézu podporuje i fakt, že čínské pokroky při vývoji vlastního stroje byly velmi rychlé. Ačkoli jednání s Ruskem o nákupu Su-33 probíhala ještě v roce 2009, tak první let prototypu první čínské palubní stíhačky proběhl 31. srpna téhož roku. Z toho lze s určitostí usuzovat, že vývoj J-15 probíhal již několik let. Rovněž je zjevné, že čínští vývojáři okopírovali celý technický a konstrukční koncept prototypu T-10K-3.
První vzlet z cvičného odrazového můstku uskutečnila J-15 dne 6. května 2010 a 25. listopadu 2012 Čína úspěšně otestovala přistání J-15 na palubě své první letadlové lodi Liaoning. V prosinci 2013 byla zveřejněna informace, že sériová výroba stíhaček J-15 byla spuštěna. Piloti údajně ukončili výcvik a letadla jsou plně bojeschopná.

## Specifikace (J-15)

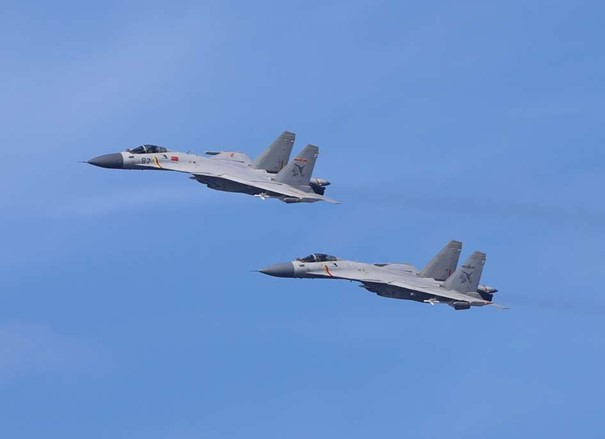
Dva palubní letouny J-15

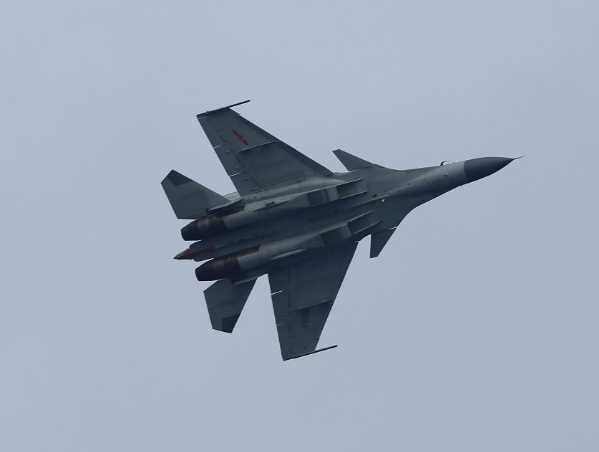
J-15 při pohledu zespodu

### Technické údaje
- Posádka: 1
- Délka: 21,9 m
- Rozpětí: 14,7 m
- Výška: 5,9 m
- Nosná plocha : 62,04 m²
- Hmotnost (prázdný): 17 500 kg
- Maximální vzletová hmotnost: 33 000 kg
- Pohonná jednotka: 2 × dvouproudový motor WS-10A Tchaj-chang s přídavným spalováním
  - Suchý tah: 2 × 89,17 kN
  - Tah s forsáží: 2 × 135 kN[6]

### Výkony
- Maximální rychlost: Mach 1,8, 2100 km/h [7]
- Bojový dolet: 1 500 km
- Přeletový dolet: 3 500 km
- Dostup: 20 000 m

### Výzbroj
- 1 × kanón GŠ-30-1 ráže 30 mm
- 10 externích závěsů - s nosností do 8 050 kg
  - Střely vzduch-vzduch:
    - PL-7
    - PL-8
    - PL-9
    - PL-12

  - Střely vzduch-zem:
    - YJ-83K[8]

  - Různé typy pum